# Пьотър Федоров
Пьотър Петрович Федоров (на руски: Пётр Петрович Федоров) е руски и български военен деец, подполковник от българската и генерал-лейтенант от руската армия, участник в Руско-турската (1877 – 1878) и Руско-японската война (1904 – 1905), командир на 5-и пехотен дунавски полк в периода (12 октомври 1884 – 13 септември 1885).

## Биография
Пьотър Федоров е роден на 23 октомври 1847 година. На 14 юни 1864 година постъпва на служба в Руската армия.
Взема участие в Руско-турска война (1877 – 1878) като командир на 1-ва рота от 3-та дружина на Българското опълчение, след което служи в българската войска. Служи в Самоковска №4 пеша дружина и Плевенска №6 пеша дружина, а след създаването на 5-и пехотен дунавски полк на 12 октомври 1884 е назначен за негов първи командир. На тази длъжност е до 13 септември 1885 година, когато по заповед на руския император са изтеглени в Русия всички руски офицери служещи в българската войска. В руската войска заема редица висши ръководни длъжности като командир на полк, началник бригада и дивизия, интендант на военен окръг и на армия.
Генерал-лейтенант Пьотър Федоров е уволнен от служба през 1909 година.

## Военни звания
- Подпоручик (8 август 1866)
- Поручик (26 март 1867)
- Подпоручик от гвардията (22 юли 1868)
- Поручик (30 август 1873)
- Щабс-капитан (30 август 1877)
- Капитан от гвардията (30 август 1878)
- Подполковник (13 май 1887, преименуван в подполковник)
- Полковник (22 януари 1888, за отличие)
- Генерал-майор (1 декември 1899, за отличие)
- Генерал-лейтенант (2 април 1906, за отличие)

## Образование
- Воронежки кадетски корпус
- Първо военно павловско училище
- Трето военно александровско училище

## Заемани длъжности
- Командир на 5-и пехотен дунавски полк (12 октомври 1884 – 13 септември 1885)
- Командир на 120-и пехотен серпуховски полк (18 януари 1893 – 1 декември 1899)
- Началник на Западно-Сибирската лин. бригада (1 декември 1899 – 23 юли 1900)
- Началник на 8-а туркестанска стрелкова бригада (23 юли 1900 – 18 май 1902)
- Окръжен интендант на Одеския военен окръг (18 май 1902 – 19 ноември 1904)
- Интендант на 3-та манчжурска армия (19 ноември 1904 – 12 юни 1906)
- Началник на 19-а пехотна дивизия (12 юни 1906 – между 1 януари и 17 март 1909)

## Награди
- Орден „Св. Станислав“ III степен (1874)
- Орден „Св. Анна“ III степен с мечове и лента (1878)
- Орден „Св. Станислав“ II степен с мечове (1878)
- Орден „Св. Владимир“ IV степен с мечове и лента (1878)
- Орден „Св. Владимир“ III степен (1892)
- Орден „Св. Станислав“ I степен (1902)
- Орден „Св. Анна“ I степен с мечове (1904)
- Български княжески орден „Св. Александър“ III степен